# Интервью Аманды Кокоевой

Ама́нда Эдуа́рдовна Коко́ева (осет. Кокойты Эдуарды чызг Амандӕ; род. 1995, возможно 31 августа, англ. Amanda Kokoeva) — 12-летняя (на момент события, из-за которого она получила известность) девочка из Уолнат-Крик (штат Калифорния), находившаяся в гостях у родственников в Цхинвале (Южная Осетия), когда город подвергся авиационному и артиллерийскому обстрелу. Стала известна после интервью, данного в прямом эфире телеканала Fox News 13 августа 2008 года. Запись вызвала сильный резонанс из-за обвинений в адрес канала в попытке заставить её замолчать.

## Последовательность событий
Аманда Кокоева, осетинка по происхождению, гостила у родственников в Цхинвале во время летних каникул. Там 7 августа 2008 года её застал обстрел города грузинскими войсками. Девочка связалась с дядей в Северной Осетии, который приехал в Цхинвал и вывез её в Россию. Девочка добралась до Москвы, где смогла сесть на самолёт до дома.
По возвращении она дала несколько интервью национальным каналам и местной прессе о пережитом ею во время бомбёжки и бегства. В частности, телеканал CBS взял у Аманды и её родственников интервью прямо в аэропорту Сан-Франциско, сразу по прибытии, и в этом интервью семья обвинила грузинское правительство в геноциде.
13 августа 2008 года Аманда и её тётя, Лора Тедеева-Коревиски (о судьбе которой в своё время рассказал Михаил Таратута в своей передаче «Америка с Михаилом Таратутой»), получили приглашение участвовать в качестве гостей программы Studio B телекомпании Fox. Программа должна была идти в прямом эфире. Лора была недовольна тем, как освещается конфликт в американских СМИ, и тем, что, по её мнению, Россия представлена как агрессор. Понимая, что редакторам программы интересен рассказ Аманды о том, как она убегала от войны, Лора по дороге в студию предложила Аманде использовать прямой эфир и, дойдя до кульминации рассказа, остановиться и поблагодарить российские войска за то, что они спасли осетинский народ. Девочка согласилась.
Аманда с Лорой вышли в эфир за 3 минуты до конца программы. После короткого рассказа о том, что произошло с ней в Цхинвали, Аманда заявила:

Прежде чем я продолжу, я хочу сказать, что я убегала от грузинских войск, бомбящих наш город, а не от российских. Я хочу поблагодарить российские войска за то, что они выручили нас.Оригинальный текст (англ.)Before I say anything else, I just want to say that I was running from Georgian troops bombing our city, not Russian troops. I want to say "Thank you" to Russian troops for helping us out.
Ведущий Шепард Смит (англ. Shepard Smith) задал ей вопрос о судьбе оставшихся в Цхинвали родственников. После ответа Аманды, своё заявление сделала и Лора Тедеева-Коревиски:

Главное, что я хотела бы сказать на телевидении… Я хочу чтобы вы знали, кого винить в этом конфликте. Это господин Саакашвили начал эту войну, он и есть агрессор… и он… и он… два дня наш народ, осетин, убивали и бомбили, две тысячи человек были убиты за один день.Оригинальный текст (англ.)Main thing I want to say on the television... I want you to know to whom to blame of in this conflict. And that is Mr. Saakashvili who started this war, and Mr. Saakashvili who is aggressor. ...and who ...and who ...two days, my people, Ossetian people were killed and bombed, and two thousand people were killed in one day.
Через 3 секунды после первого упоминания имени Саакашвили, ведущий несколько раз пытался заговорить, и в конце концов, через 20 секунд, остановил Лору, сказав, что передача должна прерваться на рекламу. Тедеева отреагировала:

Я знаю, что Вы не хотите этого слышать.Оригинальный текст (англ.)I know you don't want to hear it.
Ведущий пообещал вернуться к ней после паузы. После рекламы Шепард Смит объявил, что до конца передачи осталось меньше минуты, но он хочет дать Лоре Тедеевой 30 секунд, чтобы она смогла закончить свою мысль. Лора, немного промедлив, заявила, что она не винит весь грузинский народ, а только грузинское правительство, которое, по её мнению, должно уйти в отставку. «Это определённо то, чего хотят русские» (англ. Well, this is certainly what Russians want) — прокомментировал ведущий и извинился: «Если бы у меня было время, я бы дал вам ещё, но у меня всего 5 секунд, спасибо». Далее он добавил, глядя в камеру: «Эта девочка здесь в Сан-Франциско, и, понятно, в войне есть серые зоны…» (англ. The young girl is here in San-Francisco and, understandably, there are grey areas in war…). На этом передача Studio B завершилась.
«Тысячи людей стали беженцами в результате войны в Грузии. По некоторым данным — десятки и даже сотни тысяч», — начинает интервью ведущий. «Среди гражданских, имевших несчастье попасть под перекрёстный огонь в этом конфликте, — 12-летняя девочка из пригорода Сан-Франциско, Аманда Кокоева. Она сидела в кафе и вдруг стали падать бомбы. 12-летняя девочка. Ей удалось скрыться в подвале у дяди и она сбежала в Россию. Удалось добраться до Москвы, сесть на самолёт, чтобы вернуться домой. В студии Аманда Кокоева и её тётя Лора — в прямом эфире из студии в Сан-Франциско. Добро пожаловать домой!».
Ведущий просил Аманду рассказать «что это такое — когда начинается война». Девочка рассказывает, что всю ночь провела с дядей в подвале. «Бомбы падали всю ночь», — спрашивает ведущий. «Я не видела. Но прежде чем сказать что-нибудь ещё, я хочу сказать: мы бежали от грузинских войск, которые бомбили наш город, не от русских войск. Я хочу сказать спасибо русским войскам. Вы нам помогли».). «Где ваши родственники, как они?» — продолжает интервью ведущий. Девочка рассказывает, что связь с родственниками отсутствует. «Я не могу себе даже представить — 12-летняя девочка проходит через всё это, это должно быть ужасно» — обращается ведущий к тёте. «Да, это было ужасно. Я хочу сказать по телевидению, чтобы все знали, кто виноват в этом конфликте. Эту войну начал господин Саакашвили, и он агрессор. Два дня мой народ убивали и бомбили, и две тысячи человек были убиты за один день. Вот против чего… ». Ведущий прерывает её и объявляет о рекламной паузе.
После перерыва ведущий говорит: «Эта программа кончается менее, чем через минуту, но я хочу дать вам 30 секунд, чтобы закончить мысль». Лора продолжает: «Мой дом сгорел в Южной Осетии… мы можем винить только одного человека… И грузинское правительство. Я не виню грузинский народ, я виню грузинское правительство, оно должно уйти в отставку…». «…это то, чего хотят русские» продолжает телеведущий и завершает эфир. В одном из вариантов ролика Лора в ответ на слова ведущего успевает заявить: «Конечно, вы ведь не хотите этого слышать!.»

## Резонанс
Передача вызвала огромный резонанс в прессе и российских СМИ, где была преподнесена как пример ангажированности американского телевидения и затыкания рта гостям, говорящим неугодные вещи. Этому в частности поспособствовало то, что при переводе ролика в «Вестях» на речь девочки был наложен громкий кашель, якобы принадлежавший ведущему, не имевший места на самом деле, а также некоторые иные мелкие изменения. Ролик был выложен на YouTube с русским переводом и был просмотрен десятками тысяч зрителей, реакция интернет-пользователей по отношению Fox News была негативна.
Основная критика относилась к двум пунктам — к тому, что Лора Тедеева была прервана на рекламу, и к тому, что после рекламы ей дали всего 30 секунд на то, чтобы закончить свою речь. Критики Fox News считают, что это было сделано, чтобы помешать тёте Аманды сказать то, что она собиралась сказать.
Произошедшее было прокомментировано не только прессой, но и политиками. Заместитель руководителя кремлёвской администрации Алексей Громов сделал заявление, в котором назвал поведение ведущего телеканала Fox News «верхом „бесстыдства“».
28 августа Владимир Путин в интервью американской телекомпании CNN прокомментировал поведение телеведущего Fox News следующим образом: «Он её постоянно перебивал. Как только ему не понравилось, что она говорит, он начал её перебивать, кашлять, хрипеть, скрипеть. Ему осталось только в штаны наложить, но сделать это так выразительно, чтобы они замолчали. Вот единственное, что он не сделал, но, фигурально выражаясь, он был именно в таком состоянии. Ну, разве это честная, объективная подача информации? Разве это информирование населения своей собственной страны? Нет, это дезинформация».
Телекомпания Fox заявила, что ей не за что извиняться. Для любого знакомого с форматом новостей на кабельном телевидении в интервью не было ничего необычного, оно имело стандартную длину, ведущий разговаривал с Амандой уважительно и попросил прощения у её тёти перед тем, как вышло время. Одна из сотрудниц компании сказала: «Я видела вчерашнее интервью, сразу после него началось следующее шоу, и мы не могли дать больше времени гостям студии. Интервью с Амандой Кокоевой и её тётей шло в конце программы, и у ведущего просто не было времени, поэтому он и прервал гостей студии».
Эдуард Кокойты, отвечая на вопрос, не является ли Аманда Кокоева его племянницей, заявил в онлайн-конференции:
Она не моя племянница, а моя однофамилица, дочь моего друга. Она доказала Америке, что никакой свободы слова в США нет. Насколько там всё наиграно, подло и цинично.
17 августа на RuTube появилась видеозапись интервью Аманды Кокоевой и её тёти Лоры Тадеева-Коревиски в России, где они рассказали о неоднократных интервью американским СМИ, которые все вышли в эфир с изменениями. Лора Тадеева-Коревиски засвидетельствовала факт подачи в эфир разбомблённого Цхинвала, который она знает с детства, как грузинского города Гори после атаки российской армии. Интервью в прямом эфире Лора Тадеева-Коревиски восприняла как «единственный шанс донести правду американскому народу».
Некоторые блогеры попытались защитить телеканал, предположив, что перерыв был запланирован. Однако автор блога пояснил свою точку зрения: «прерывание рекламой трёхминутного включения — это крайне радикально».

## Обвинения YouTube в цензуре
Сервис YouTube, на котором были выложены несколько роликов с записью передачи, попал под подозрение в проведении цензуры. Видеоролик просмотрело свыше миллиона зрителей, многие оставили комментарии. Однако пользователи стали замечать, что счётчик показов, от которого зависит рейтинг видеоматериала, периодически останавливается на длительное время, а комментарии к нему удаляются. Представители YouTube отвергли это обвинение, заявив, что счётчики обновляются раз в несколько часов. Никаких объяснений по поводу тысяч удалённых комментариев дано не было. Однако Google заявляют, что пользователи могут оставлять комментарии к одному ролику, а затем искать их под другим, и, не обнаружив их, обвинять компанию в том, что она стирает «неугодные» реплики. Так же было удалено более десятка роликов-ответов, а у тех, которые не были удалены, отсутствовала связь (ссылка под окном проигрывателя) с первым роликом, ответом на который они являлись. Позже ссылки на оригинальный ролик были восстановлены.
На данный момент[какой?] оригинальный ролик недоступен в связи с удалённым аккаунтом его загрузчика, но имеются альтернативные версии видеозаписи.

## Награды
- Орден Дружбы (2017 год, Южная Осетия) — за большой личный вклад в прорыв информационной блокады во время агрессии Грузии против осетинского народа в августе 2008 года[19]